# Cal Flaret (Corbins)
Cal Flaret és una obra de Corbins (Segrià) inclosa a l'Inventari del Patrimoni Arquitectònic de Catalunya.

## Descripció
Habitatge entre mitgeres de planta baixa i dos pisos, amb façanes a dues bandes. Encara que modificada representa un tipus definitori de la casa pagesa dels dos darrers segles. Planta baixa remarcant el portal d'entrada, planta pis amb una llarga i pesada balconada d'obra amb balustres afilagranades, i planta alta amb petites finestres de ventilació. Pel darrere uns pórtics de pedra picada donen al corral.